# Nuevocentro Shopping
Nuevocentro Shopping es un centro comercial de la ciudad de Montevideo, ubicado en la intersección de la Avenida Luis Alberto de Herrera y el Bulevard General Artigas, en el barrio Jacinto Vera. 

## Historia
Inaugurado en 2013, Nuevocentro Shopping es el centro comercial más moderno de Montevideo. Con sus tres niveles, su oferta comercial cubre los rubros más solicitados por los clientes. Además de contar con un Hipermercado Geant, 5 salas de cine de última generación de Movie, un parque de diversiones de Mundo Cartoon Network, Casino Maroñas, entre otras de sus propuestas de servicios y entretenimientos.
Los diferenciales de Nuevocentro Shopping son la inclusión y diversidad, desde hace varios años ya son pioneros en acciones de inclusión de personas con discapacidad, trabajando constantemente para ser un shopping preparado para recibir a todo el público, trabajando cada día en renovarse y seguir incluyendo, desde la diversidad generacional como la sexual. Demostrando día a día que los shopping no solamente son lugares comerciales, sino, centros de encuentros para todos.
Es el primer Shopping Pet Friendly del país, innovando con sus carritos especialmente diseñados para poder llevar a sus mascotas dentro e incluirlas en los paseos, a su vez cuenta con La Terraza, un área al aire libre es su cuarto nivel, con una vista privilegiada de la ciudad, además de una huerta orgánica y un espacio co foodtrucks y plantas para disfrutar las temporadas de primavera y verano. 

## El proyecto

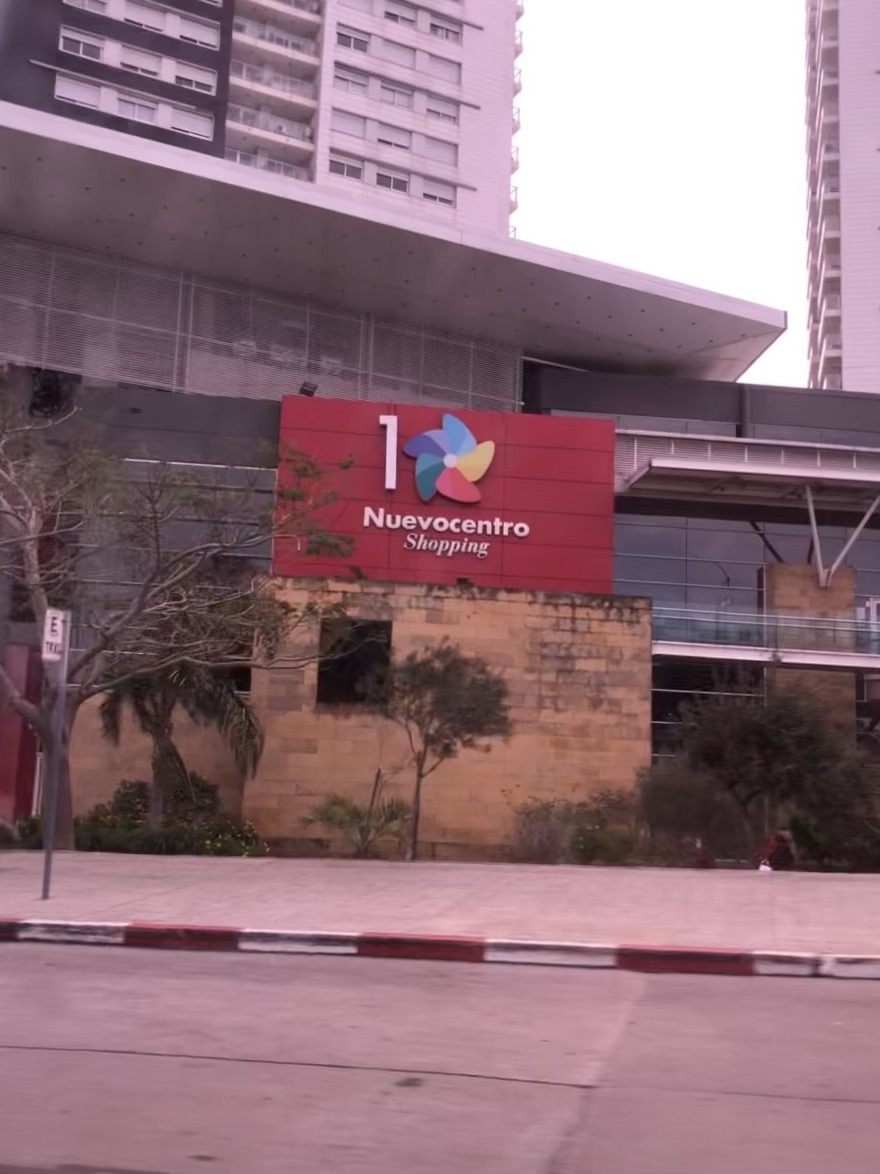
Vista del Shopping Nuevocentro con motivo de su décimo aniversario.

El proyecto para construir un nuevo centro comercial, el quinto en Montevideo, fue presentado en 2008. Contó con el aval del entonces presidente Tabaré Vázquez. Una vez que estuvieron listas las habilitaciones municipales, a finales de marzo de 2011 comenzaron las obras para la construcción de un centro comercial en el barrio de Jacinto Vera, en el predio de la vieja Planta José Añon de la Compañía Uruguaya del Transporte Colectivo, quien participa económicamente en el centro comercial. Las obras tuvieron una duración de 2 años y medio. El costo de la inversión fue de un total de 60 millones de dólares.

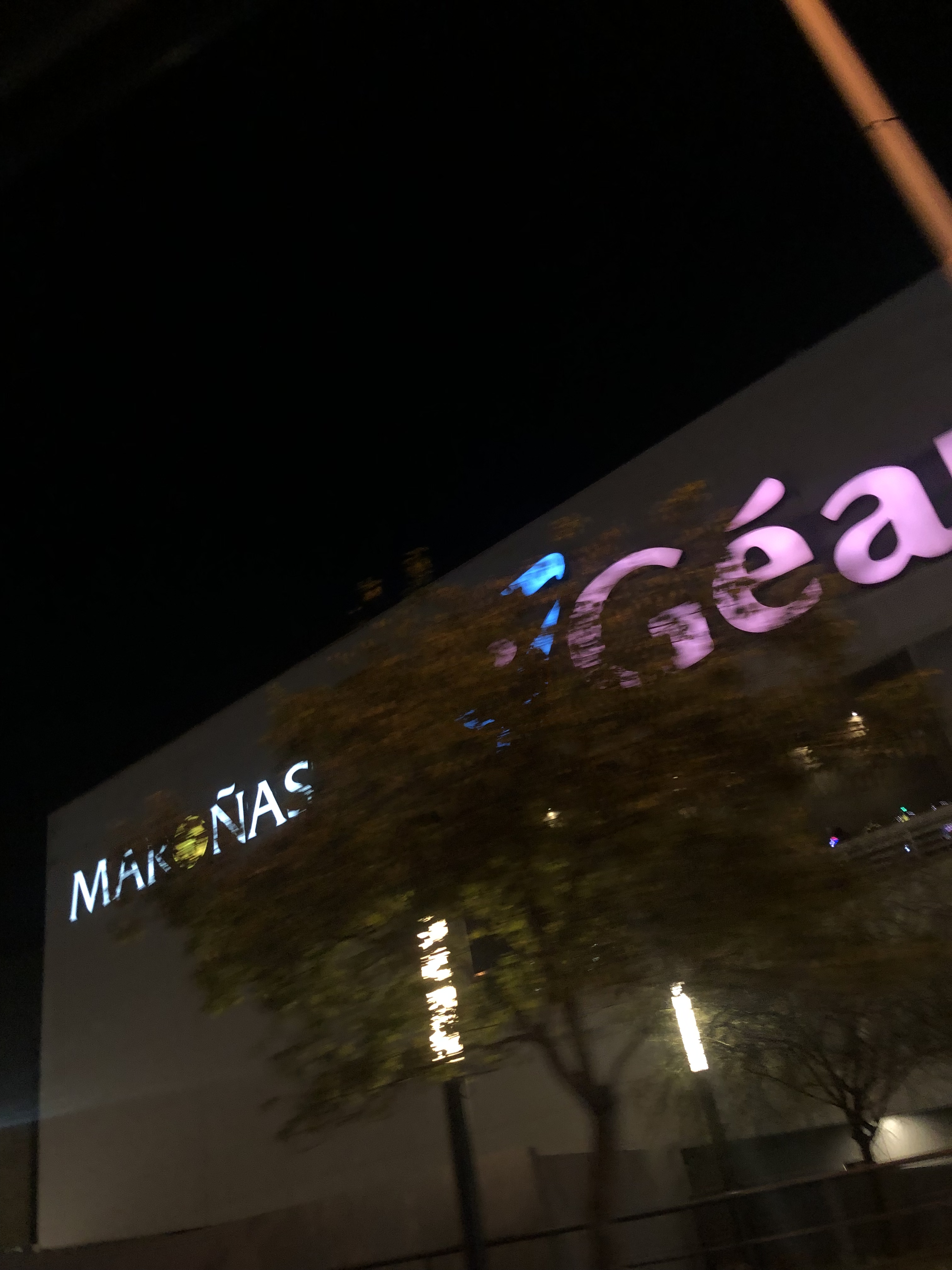
Géant Nuevocentro, el segundo hipermercado en el país y el primero en Montevideo

Como con los anteriores shopping de la ciudad, el diseño y construcción de este también estuvo a cargo del Estudio Gómez Platero y las obras fueron realizadas por las empresas Ebital y Saceem. La edificación total corresponde a 73 610 m², de los que 32 260 m² corresponden al área comercial del shopping, 37 300 m² al estacionamiento cerrado y 4050 m² al área de cines, contando además con un estacionamiento abierto de 2450 m².
El emprendimiento contó en sus inicios con 130 locales comerciales, el hipermercado Geant de 6500 m² distribuido en 3 niveles, una plaza de comidas para 600 personas, un estacionamiento con 1000 plazas, un centro de diversiones familiar de 1000 m² y un complejo con cinco salas de cine. El shopping tiene además en una de sus fachadas un juego de luces coloridas y una cascada artificial.
El nombre del centro comercial surgió a partir de un concurso realizado en 2009 denominado Ponele nombre a tu nuevo Shopping, en el cual participaron 20 000 propuestas. El nombre elegido fue Nuevocentro y reflejo lo que significó la nueva propuesta comercial para esa zona de Montevideo.

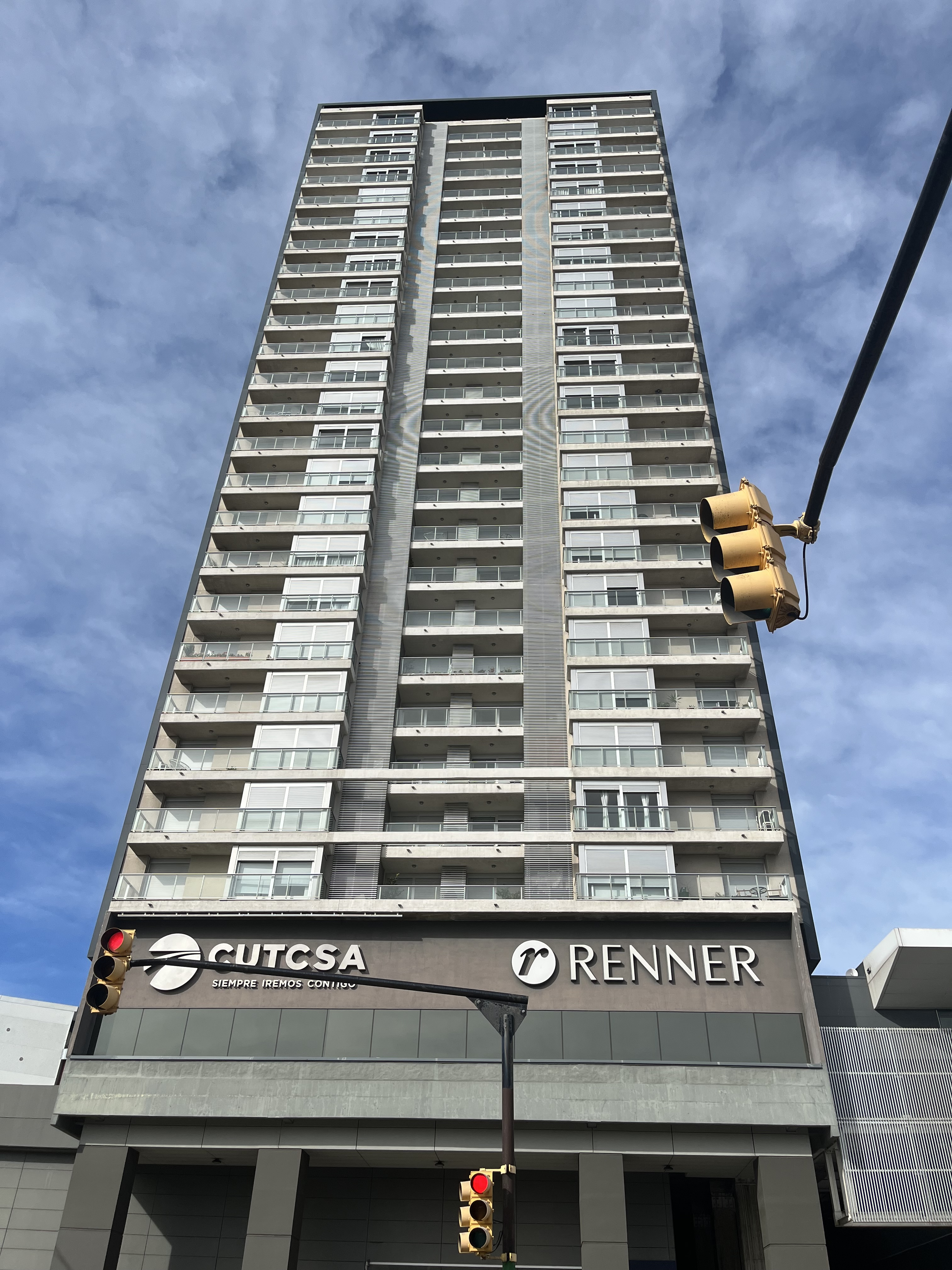
Edificio Torres Nuevocentro en 2025.

Dicha construcción cuenta también con dos amplias torres de 23 pisos, con una capacidad de 437 unidades llamadas Torres Nuevocentro. De las dos torres una de está ubicada sobre Bulevar Artigas y la otra sobre la Avenida Luis Alberto de Herrera. Tanto las torres, como el centro comercial, se suman a los edificios y monumentos ya existentes, como la antigua Casa de Gobierno (Palacio Libertad) y el monumento a Luis Batlle y Berres. Revitalizando positivamente el lugar.

## Ampliación
A fines de 2019, el Shopping amplió su oferta comercial con la inauguración de un tercer piso de más de 8000 mts2 que atrajo a grandes marcas internacionales como Renner, H&M y además sumó nuevas bandejas de estacionamiento con capacidad para más de 300 autos.
Prodie S.A. fue la empresa encargada de la realización de todos sus trabajos de instalación eléctrica y tableros eléctricos, que aseguran la buena iluminación de estos nuevos locales, y el correcto funcionamiento de escaleras mecánicas, ascensores y aires acondicionados. Las canalizaciones para todos los servicios de CCTV, incendio y audios de las áreas comunes, y el tendido de fibra óptica también fue realizado por la empresa.